# Usue Maitane Arconada
Usue Maitane Arconada (Buenos Aires, 28 oktober 1998) is een tennisspeelster uit Argentinië, die uitkomt voor de Verenigde Staten van Amerika. Arconada begon op driejarige leeftijd met het spelen van tennis. Haar favoriete ondergrond is hardcourt. Zij speelt rechtshandig en heeft een tweehandige backhand.

## Loopbaan
In 2016 won Arconada samen met Claire Liu het meisjesdubbelspeltoernooi van Wimbledon.
In 2019 speelde Arconada haar eerste grandslampartij op het dubbelspeltoernooi van het US Open, waarvoor zij samen met Hayley Carter een wildcard had gekregen. In september kwam zij binnen in de top 150 van de wereldranglijst, zowel in het enkel- als in het dubbelspel.
Op het US Open 2020 kwam zij ook in het enkelspel uit.
Arconada stond in 2021 voor het eerst in een WTA-finale, op het toernooi van Concord, samen met de Spaanse Cristina Bucșa – zij verloren van het koppel Peangtarn Plipuech en Jessy Rompies.

## Persoonlijk
Arconada werd geboren in Argentinië, en woonde tot 2008 in Puerto Rico. Zij verhuisde eerst, samen met haar Argentijnse coach Luis Brest, naar Florida en later naar Atlanta waar zij haar volgende coach, Frank Salazar, ontmoette. Met hem ging zij trainen op College Park in Maryland – zij woonde toen in het nabijgelegen Washington D.C. Sinds 2013 komt zij uit voor de Verenigde Staten.

## Posities op deWTA-ranglijst
Positie per einde seizoen:
| jaar | rang enkelspel | rang dubbelspel |
| ---- | -------------- | --------------- |
| 2014 | 1051           | –               |
| 2015 | 443            | 1058            |
| 2016 | 358            | 544             |
| 2017 | 234            | 301             |
| 2018 | 345            | 312             |
| 2019 | 140            | 122             |
| 2020 | 154            | 139             |

## Palmares
| Legenda                 |
| ----------------------- |
| Grandslamtoernooi       |
| Olympische Spelen       |
| Year-End Championships  |
| Premier Mandatory       |
| Premier Five / WTA 1000 |
| Premier / WTA 500       |
| International / WTA 250 |
| Challenger / WTA 125    |

### WTA-finaleplaatsen enkelspel
| nr.              | finale     | toernooi      | ondergrond | tegenstandster | score    |         |
| ---------------- | ---------- | ------------- | ---------- | -------------- | -------- | ------- |
| gewonnen finales |            |               |            |                |          |         |
| geen             |            |               |            |                |          |         |
| verloren finales |            |               |            |                |          |         |
| 1.               | 2019-09-08 | WTA New Haven | hardcourt  | Anna Blinkova  | 4-6, 2-6 | details |

### WTA-finaleplaatsen vrouwendubbelspel
| nr.              | finale     | toernooi      | ondergrond | partner        | tegenstandsters                   | score            |         |
| ---------------- | ---------- | ------------- | ---------- | -------------- | --------------------------------- | ---------------- | ------- |
| gewonnen finales |            |               |            |                |                                   |                  |         |
| geen             |            |               |            |                |                                   |                  |         |
| verloren finales |            |               |            |                |                                   |                  |         |
| 1.               | 2019-09-07 | WTA New Haven | hardcourt  | Jamie Loeb     | Anna Blinkova Oksana Kalasjnikova | 2-6, 6-4, [4-10] | details |
| 2.               | 2021-08-08 | WTA Concord   | hardcourt  | Cristina Bucșa | Peangtarn Plipuech Jessy Rompies  | 6-3, 6-7, [8-10] | details |

## Resultaten grandslamtoernooien
| Legenda | Legenda                          |
| ------- | -------------------------------- |
| g.t.    | geen toernooi gehouden           |
| l.c.    | lagere categorie                 |
| –       | niet deelgenomen                 |
| G       | uitgeschakeld in de groepsfase   |
| 1R      | uitgeschakeld in de eerste ronde |
| 2R      | uitgeschakeld in de tweede ronde |
| 3R      | uitgeschakeld in de derde ronde  |
| 4R      | uitgeschakeld in de vierde ronde |
| KF      | uitgeschakeld in de kwartfinale  |
| HF      | uitgeschakeld in de halve finale |
| F       | de finale verloren               |
| W       | het toernooi gewonnen            |
| w-v     | winst/verlies-balans             |

### Enkelspel
| toernooi        | 2020 |
| --------------- | ---- |
| Australian Open | –    |
| Roland Garros   | –    |
| Wimbledon       | g.t. |
| US Open         | 1R   |

### Vrouwendubbelspel
| toernooi        | 2019 | 2020 |
| --------------- | ---- | ---- |
| Australian Open | –    | –    |
| Roland Garros   | –    | –    |
| Wimbledon       | –    | g.t. |
| US Open         | 1R   | 1R   |